# Április 10.
Április 10. az év 100. (szökőévben 101.) napja a Gergely-naptár szerint. Az évből még 265 nap van hátra.
Névnapok: Zsolt + Ezékiel, Fulvia, Polidor, Radamesz

## Események

### Politikai események
- 1524 – Klissza másodszor veri vissza a Bosznia felől támadó törököket.
- 1525 – Az evangélikus hitre áttért Albrecht von Hohenzollern am Brandenbrug-Ansbach, a német lovagrend nagymestere a krakkói piactéren leteszi a hűségesküt I. Zsigmond lengyel király előtt, ezzel a rend kezében még megmaradt Kelet-Poroszország világi protestáns hercegséggé szerveződik, de továbbra is Lengyelország hűbérese.
- 1849 – Damjanich tábornok hadteste elfoglalja Vácot. A védők parancsnoka, Christian Götz császári altábornagy elesik a csatában.
- 1941 – Horvátország kikiáltja függetlenségét.
- 1983 – A „Hajnal I” fedőnevű hadművelet során, az iráni csapatoknak sikerül elfoglalniuk az iraki-iráni határ közelében – iraki kézen lévő – Hajj Umran iráni várost.
- 1994 – Az ENSZ–erők parancsnokának kérésére NATO–repülőgépekkel szoros légi támogatást nyújtanak Bosznia-Hercegovinában az ENSZ által védett területnek nyilvánított Gorazsdéban tartózkodó ENSZ–személyzet számára, az ENSZ előretolt légi irányítójának útmutatása mellett.
- 1998 – Nyolc északír politikai párt képviselője, Tony Blair brit és Bertie Ahern ír kormányfő Belfastban aláírja a nagypénteki megállapodást.
- 2008 – Lemond Adrian Cioroianu külügyminiszter, miután egy lengyelországi börtönben – éhségsztrájkját követően – meghal egy 33 éves román férfi (április 9-én).
- 2010 – A szmolenszki légikatasztrófában életüket veszítik a Lengyel Köztársaság legfelsőbb állami és katonai vezetői, köztük Lech Kaczyński államfő.[1]

### Tudományos és gazdasági események
- 1912 – Szabadalmaztatja az inzulinkészítést Nicolae Paulescu (1869–1931) román fiziológus, orvos, professzor.
- 2019 – Az első kép egy feketelyukról (Messier 87)[2]

### Kulturális események

#### Zenei események
- 1970 – Paul McCartney bejelenti a The Beatles feloszlását.

### Sportesemények
Formula–1
- 2011 –  maláj Nagydíj, Sepang - Győztes: Sebastian Vettel  (Red Bull Racing Renault)

NBA
- 2013 – A New York Knicks kilenc év után először csoportgyőzelmet ünnepelhetett, és bejutott az észak-amerikai profi kosárlabdaliga rájátszásába.

### Egyéb események
- 1912 – Southampton-ból elindul első és egyben utolsó útjára a Titanic.

## Születések
- 401 – II. Theodosius bizánci császár († 450)
- 1583 – Hugo Grotius németalföldi államférfi, jogász, a modern nemzetközi jog előfutára († 1645)
- 1755 – Samuel Hahnemann német orvos, a homeopátia megalapítója († 1843)
- 1792 – Bali Mihály református lelkész († 1876)
- 1829 – William Booth angol metodista prédikátor, az Üdvhadsereg alapítója († 1912)
- 1847 – Joseph Pulitzer (er. Pulitzer József) magyar szárm. amerikai újságíró, sajtómágnás, a Pulitzer-díj alapítója († 1911)
- 1857 – Henry Dudeney angol matematikus, matematikai, geometriai rejtvényeket szerkesztett († 1930)
- 1861 – Hints Elek marosvásárhelyi orvos, kórházigazgató; a Bolyai család rokonaként a két Bolyai közös sírba való temetésének kezdeményezője († 1919)
- 1864 – Bernády György gyógyszerész, jogász, politikus, Marosvásárhely polgármestere 1900–1912 és 1926–1929 között († 1938).
- 1873 – Kyösti Kallio finn köztársasági elnök († 1940)
- 1875 – Bér Dezső magyar festő, grafikus, karikaturista és plakáttervező († 1924)
- 1883 – Sámuel Kornél magyar szobrászművész († 1914)
- 1887 – Bernardo Houssay Nobel-díjas argentin fiziológus, biokémikus († 1971).
- 1897 – Eric Knight angol író († 1943)
- 1901 – Consuelo Suncín Sandoval Zeceña, salvadori művésznő, Antoine de Saint-Exupéry felesége († 1979)
- 1902 – Darvas Lili magyar színésznő († 1974)
- 1904 – Tóth Miklós magyar író, újságíró, színpadi szerző, forgatókönyvíró († 1975)
- 1913 – Duke Dinsmore (J. Carlyle Dinsmore) amerikai autóversenyző († 1985)
- 1913 – Stefan Heym (er. Helmut Flieg) német író († 2001)
- 1914 – Paul Russo amerikai autóversenyző († 1976)
- 1921 – Mészáros Károly gépészmérnök, közlekedésügyi miniszterhelyettes, MÁV-vezérigazgató († 1973)
- 1922 – Halász Péter magyar író és újságíró, a Szabad Európa Rádió egyik legismertebb magyar közvetítője († 2013)
- 1926 – Demjén Attila Munkácsy Mihály-díjas magyar festőművész († 1973)
- 1927 – Marshall Warren Nirenberg Nobel-díjas (1968) amerikai biokémikus és genetikus († 2010)
- 1929 – Max von Sydow svéd színész († 2020)
- 1929 – Mike Hawthorn (John Michael Hawthorn) brit autóversenyző, a Formula–1 egyszeres világbajnoka (1958) († 1959)
- 1930 – Gulyás Zoltán Ybl Miklós-díjas magyar építész († 2000)
- 1932 – Delphine Seyrig libanoni születésű francia színésznő († 1990)
- 1932 – Omar Sharif egyiptomi születésű, Golden Globe-díjas színész († 2015)
- 1934 – Carel Godin de Beaufort (Carel Pieter Anthonie Hubertus Godin de Beaufort) holland autóversenyző († 1964)
- 1934 – Durkó Zsolt magyar zeneszerző († 1997)
- 1940 – Vitó Zoltán magyar költő († 2011)
- 1952 – Steven Seagal amerikai filmszínész
- 1952 – Zoran Petrović jugoszláv nemzetközi labdarúgó-játékvezető
- 1953 – Heiner Lauterbach német színész
- 1955 – Lesley Garrett brit operaénekes
- 1965 – Sümegi Eszter Kossuth-díjas magyar operaénekesnő (szoprán)
- 1971 – Varga Szabolcs magyar zenész, énekes, zeneszerző
- 1975 – David Harbour amerikai színész
- 1977 – Aaron Armstrong trinidadi atléta
- 1977 – Stephanie Sheh kínai származású amerikai szinkronszínész
- 1979 – Sophie Ellis-Bextor angol énekesnő, dalszövegíró, modell
- 1982 – Chyler Leigh amerikai színésznő , énekesnő, modell
- 1983 – Éry-Kovács Zsanna magyar színésznő
- 1983 – Jamie Chung amerikai színésznő
- 1984 – Artūrs Šingirejs (Dons), lett énekes, zeneszerző
- 1984 – Billy Kay amerikai színész
- 1984 – Varga Balázs magyar színész
- 1985 – Igor Macypura szlovén műkorcsolyázó
- 1985 – Dion Phaneuf kanadai jégkorongozó
- 1986 – Olivia Borlée belga atléta
- 1990 – Alex Pettyfer angol színész
- 1991 – Kozma Dominik magyar úszó
- 1992 – Daisy Ridley brit színésznő
- 1993 – Barbara Pravi, francia énekesnő
- 1995 – Fəxri İsmayılov (Fahree), azeri énekes, zeneszerző
- 1996 – Loïc Nottet belga énekes-dalszerző, táncos
- 1997 – Vlatko Čančar szlovén kosárlabdázó
- 2001 – Angelina Mango, olasz énekesnő

## Halálozások
- 1686 – Gubasóczy János magyar főpap, nyitrai püspök, kancellár (* 1630 körül)
- 1813 – Joseph Louis Lagrange olasz matematikus (* 1736)
- 1878 – Heckenast Gusztáv nyomdász, könyvkiadó, könyvkereskedő (* 1811)
- 1881 – Ihász Dániel honvéd ezredes (* 1813)
- 1894 – Szabó József geológus (* 1822)
- 1901 – Kresz Géza magyar orvos (* 1845)
- 1919 – Emiliano Zapata, mexikói forradalmár (* 1879)
- 1954 – Auguste Lumière francia kémikus, a filmművészet és a filmgyártás úttörője (* 1862)
- 1955 – Pierre Teilhard de Chardin francia jezsuita szerzetes, teológus, filozófus (* 1881)
- 1962 – Kertész Mihály magyar–amerikai filmrendező (Casablanca) (* 1886)
- 1964 – Beke Ödön nyelvész, finnugrista, az MTA tagja (* 1883)
- 1965 – Lucky Casner (Lloyd Perry Casner) brit autóversenyző (* 1928)
- 1972 – Piacsek András magyar állattenyésztő, szakpolitikus (* 1896)
- 1979 – Várkonyi Zoltán Kossuth-díjas magyar színész, rendező, filmrendező (* 1912)
- 1979 – Nino Rota olasz zeneszerző (* 1911)
- 1986 – Martyn Ferenc szobrász, festő, grafikus, keramikus (* 1899)
- 1992 – Kajdi János magyar ökölvívó (* 1939)
- 1992 – Peter Dennis Mitchell Nobel-díjas (1978) brit kémikus (* 1920)
- 1993 – Juhász Gyula történész, az MTA tagja (* 1930)
- 1995 – Günter Guillaume NDK hírszerzőtiszt, Stasi-ügynök, 1974-es leleplezéséig Willy Brandt szövetségi kancellár titkára (* 1927)
- 2000 – Larry Linville amerikai színész (* 1939)
- 2002 – Hofi Géza Kossuth-díjas magyar humorista (* 1936)
- 2007 – Méhes György Kossuth-díjas magyar magyar író (* 1916)
- 2010 – Lech Kaczyński lengyel politikus, Lengyelország elnöke (2005–2010) (* 1949)
- 2010 – Padur Teréz magyar színésznő (* 1919)
- 2013 – Valastyán Mihály magyar ének- és zenetanár, főiskolai docens, karnagy, rádióbemondó (* 1930)
- 2014 – Felkai László olimpiai bajnok, magyar vízilabdázó (* 1941)
- 2017 – Erdei Klári a Magyar Rádió bemondója, műsorvezető (* 1924)
- 2024 – O. J. Simpson amerikaifutball-játékos és színész (* 1947)

## Nemzeti ünnepek és emléknapok
- Nemzeti rákellenes nap 1993 óta.